# Dendrophorbium fastigiaticephalum
Dendrophorbium fastigiaticephalum là một loài thực vật có hoa trong họ Cúc. Loài này được (Cabrera) C.Jeffrey mô tả khoa học đầu tiên năm 1992.